# IJsseloog
IJsseloog est une île artificielle dans le Ketelmeer (province de Flevoland, Pays-Bas) qui sert comme dépôt de limon pollué. Ce limon a été apporté dans le Ketelmeer par l'IJssel entre les années 1950 et 1990. Pour l'instant, l'assainissement de ce limon n'est pas encore faisable.
La construction d'IJsseloog a été commencée en 1996 et achevée en 1999. Le dépôt peut accueillir 20 millions de m3 de limon. De cette capacité, 15 millions de m3 sont destinés au dépôt du limon du Ketelmeer même ; les 5 millions de m3 restants serviront à déposer du limon venu d'ailleurs. À cet effet, un port a été construit. Une fois le dépôt rempli, l'assainissement sera fait par décantation. Le limon assaini servira à l'aménagement d'une nouvelle zone écologique, l'IJsselmonding.
Lors de la construction d'IJsseloog, l'un des principaux soucis était de préserver la nappe phréatique et l'environnement du Ketelmeer. Le limon doit être stocké de manière permanente et sans aucun risque de fuite. Afin d'éviter toute nuisance pour l'agriculture et pour les riverains, le dépôt a été construit au centre du lac et non sur la côte. IJsseloog a également un objectif de loisir et de développement écologique. Deux autres îles artificielles ont été créées : Hanzeplaat et Schokkerbank.
L'enlèvement du limon du sol lacustre du Ketelmeer a également pour but d'approfondir le chenal menant à l'embouchure de l'IJssel. Ainsi, on vise à améliorer l'accès à cette rivière pour la navigation fluviale.